# Lista do Património Mundial em África
O Comitê do Patrimônio Mundial que é o órgão executivo da WHC (World Heritage Convention - Convenção do Patrimônio Mundial) da UNESCO (Organização das Nações Unidas para a Educação, a Ciência e a Cultura), homologou e incluiu, ao longo das 40 (quarenta) sessões ordinárias e deliberativas anuais (a primeira ocorrida em 1977-Paris, França e última em 2015-Bonn, Alemanha), oitenta e nove (89) sítios, distribuídos em trinta e três (33) países, na Lista do Patrimônio Mundial na Região África(oficialmente denominados (em inglês) de "state parties"), ou seja, todos eles signatários da Convenção do Patrimônio Mundial. A Etiópia é o país com mais sítios listados, nove (9). Onze países possuem um único sítio que integra a Lista do Patrimônio Mundial. Quatro sítios são transfronteiriços em dois países: o Parque uKhahlamba Drakensberg entre (Lesoto e África do Sul), a Reserva natural integral do Monte Nimba entre (Costa do Marfim e Guiné), os Círculos de pedra da Senegâmbia entre (Gâmbia e Senegal) e a (Mosi-oa-Tunya/Cataratas Vitória) fronteira entre (Zâmbia e o Zimbabwe), e um sítio, sua área, distribui-se por três países, Trinacional Sangha (República Centro-Africana, Camarões e República do Congo). Os primeiros locais do continente foram inscritos em 1978, quando a Ilha de Gorée do Senegal e as Igrejas Escavadas na Rocha de Lalibela da Etiópia foram escolhidas durante a elaboração da primeira lista.
Um local, área ou região incluído como Patrimônio Mundial pela UNESCO vem a ser o reconhecimento da sua inigualável e singular importância para a humanidade. Deve-se fiscalizar e proteger sua preservação e ser monitorada continuadamente.
Abaixo a tabela dos países que integram a denominada Região África, conforme disposto pela WHC (World Heritage Convention - Convenção do Patrimônio Mundial) da UNESCO e os seus respectivos sítios que integram a Lista do Patrimônio Mundial. Em () o ano da inclusão do sítio na lista.

## África do Sul

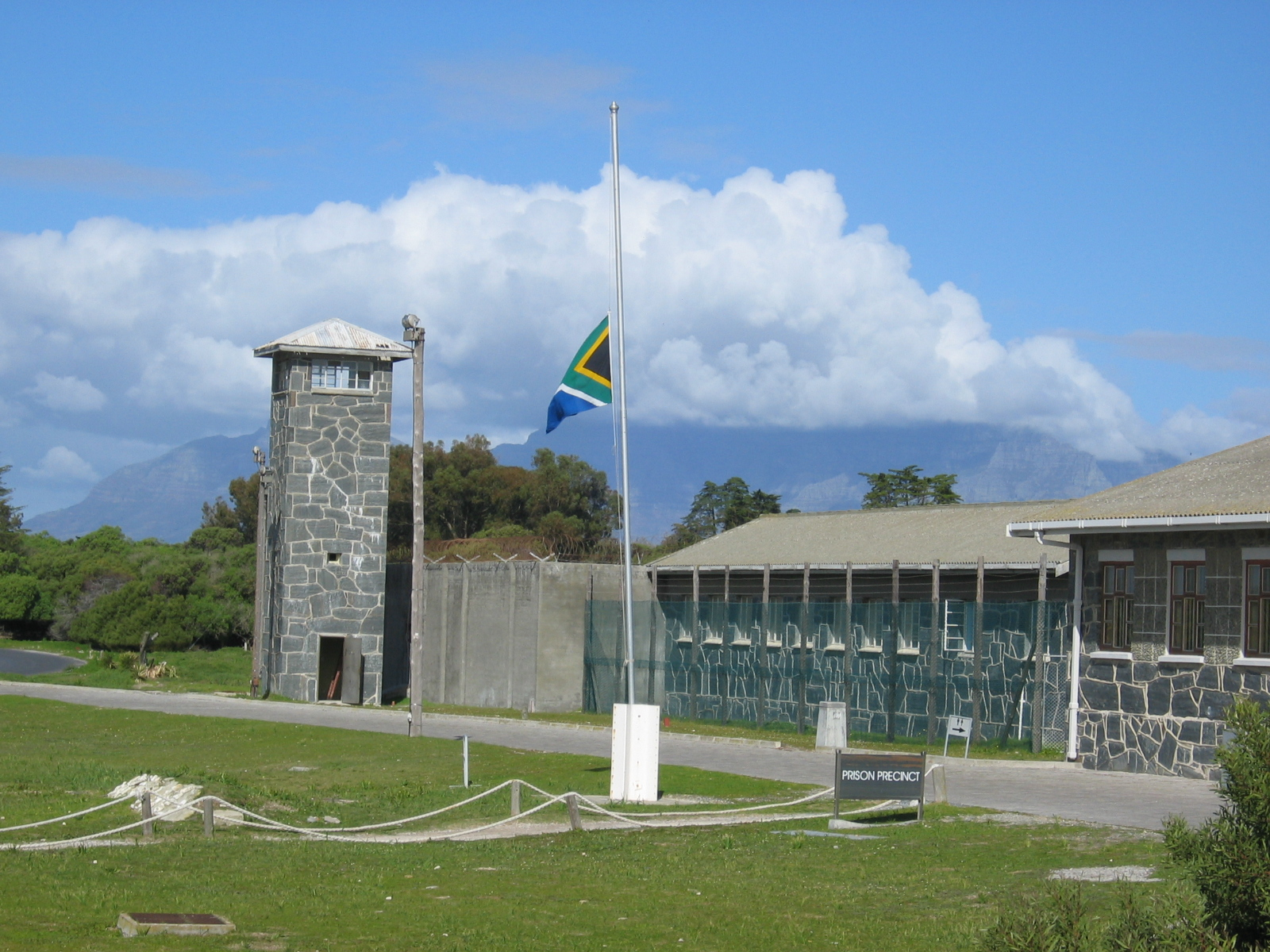
Ilha Robben, África do Sul

- Sítios com fósseis de hominídeos de Sterkfontein, Swartkrans, Kromdraai e arredores (1999, 2005)
- Parque da zona húmida de Santa Lúcia (1999)
- Ilha Robben (1999)
- Parque uKhahlamba Drakensberg (2000)
- Paisagem cultural de Mapungubwe (2003)
- Áreas protegidas da Região floral do Cabo (2004, estendido em 2015)
- Cratera de Vredefort (2005)
- Paisagem cultural e botânica de Richtersveld (2007)
- Paisagem cultural ǂKhomani (2017)
- Montanhas Barberton Makhonjwa (2018)[6]

## Angola
- M'Banza Kongo (2017)

## Benim
- Palácios Reais de Abomei (1985)

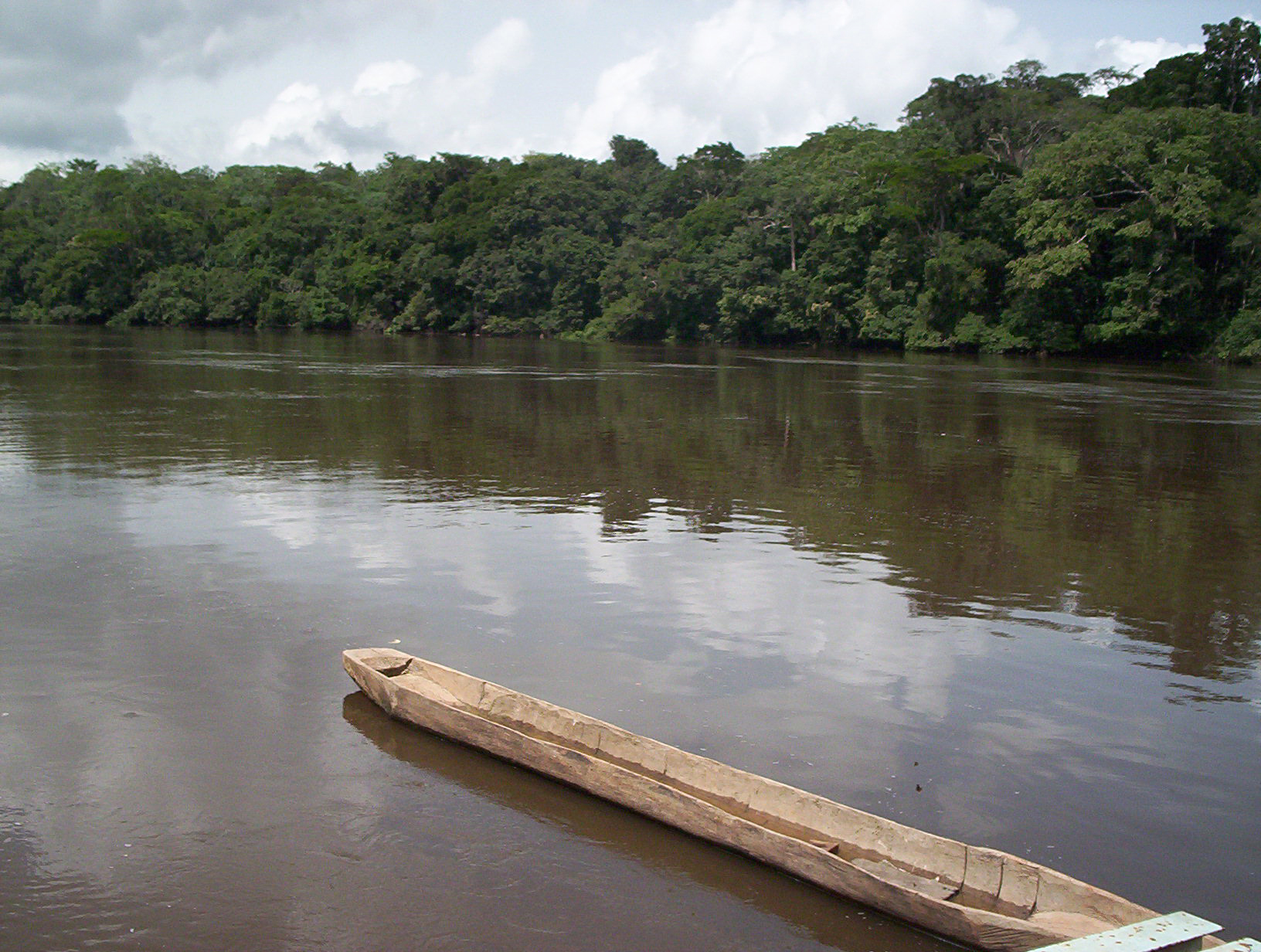
Reserva de Fauna de Dja, Camarões

- Complexo W-Arly-Pendjari (2017) (partilhado com Burkina Faso e Níger)
- Koutammakou, país dos Batammariba (2004, 2023) (partilhado com Togo)

## Botswana
- Sítio arqueológico de Tsodilo (2001)
- Delta do Okavango (2014)

## Burkina Faso
- Ruínas de Loropéni (2009)
- Complexo W-Arly-Pendjari (2017) (partilhado com Benim e Níger)
- Metalurgia Antiga do Ferro de Burkina Faso (2019)

## Cabo Verde
- Cidade Velha, Centro Histórico da Ribeira Grande (2009)

## Camarões
- Reserva de Fauna de Dja (1987)
- Trinacional Sangha (2012) sítio transfronteiriço com o Congo e a República Centro-Africana

## Chade
- Lagos de Ounianga (2012)

## Congo, República do
- Trinacional Sangha (2012) (sítio transfronteiriço com os Camarões e a República Centro-Africana)

## Congo, República Democrática do
- Parque nacional de Virunga (1979)
- Parque nacional da Garamba (1980)

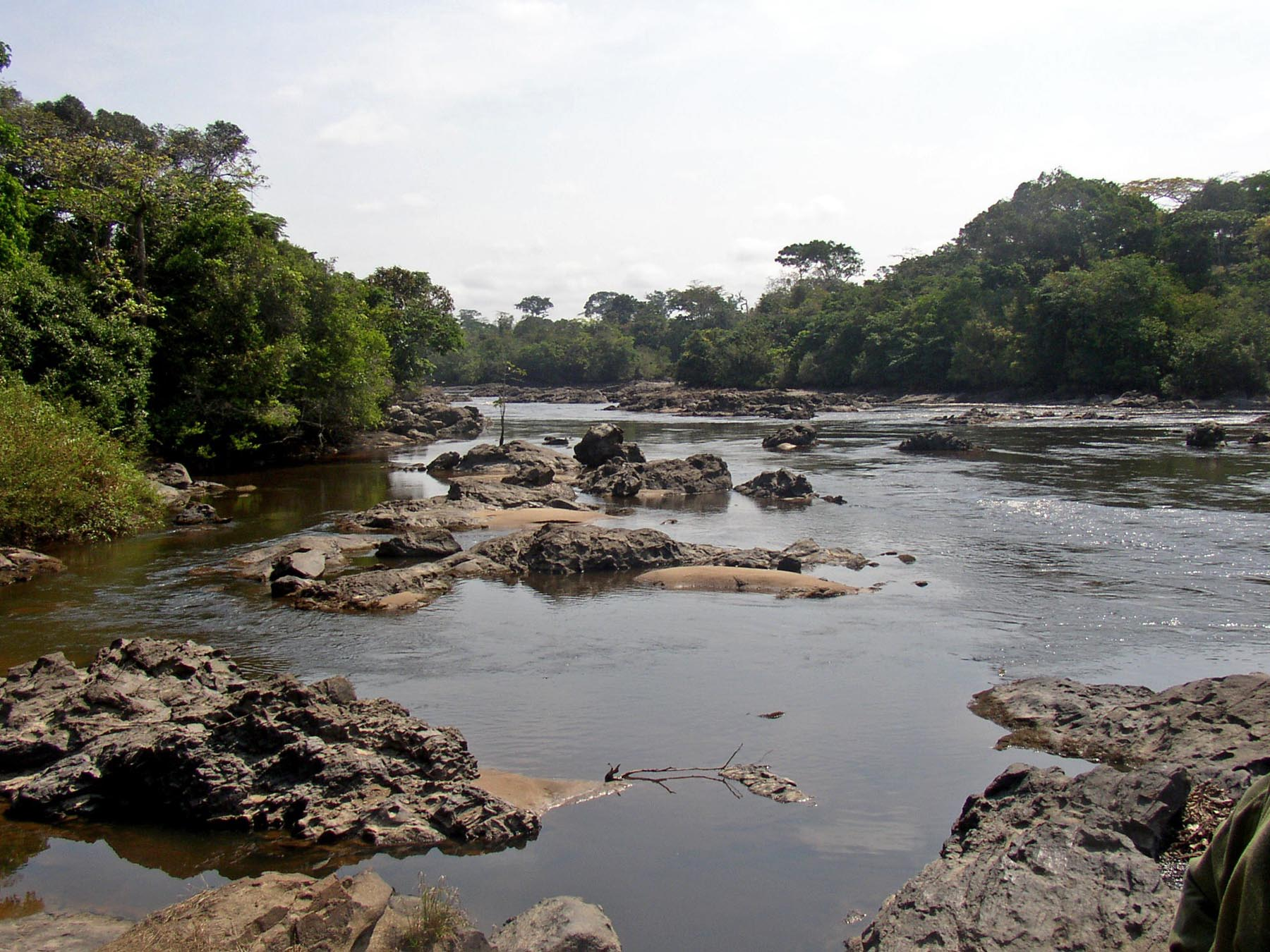
Reserva de fauna dos ocapis, República Democrática do Congo

- Parque nacional de Kahuzi-Biega (1980)
- Parque nacional da Salonga (1984)
- Reserva de fauna dos ocapis (1996)

## Costa do Marfim
- Reserva natural integral do Monte Nimba (1981, 1982) (sítio transfronteiriço com a Guiné)
- Parque nacional de Taï (1982)
- Parque nacional do Comoé (1983)
- Cidade Histórica de Grand-Bassam (2012)

## Egito
- Abu Mena (1979)

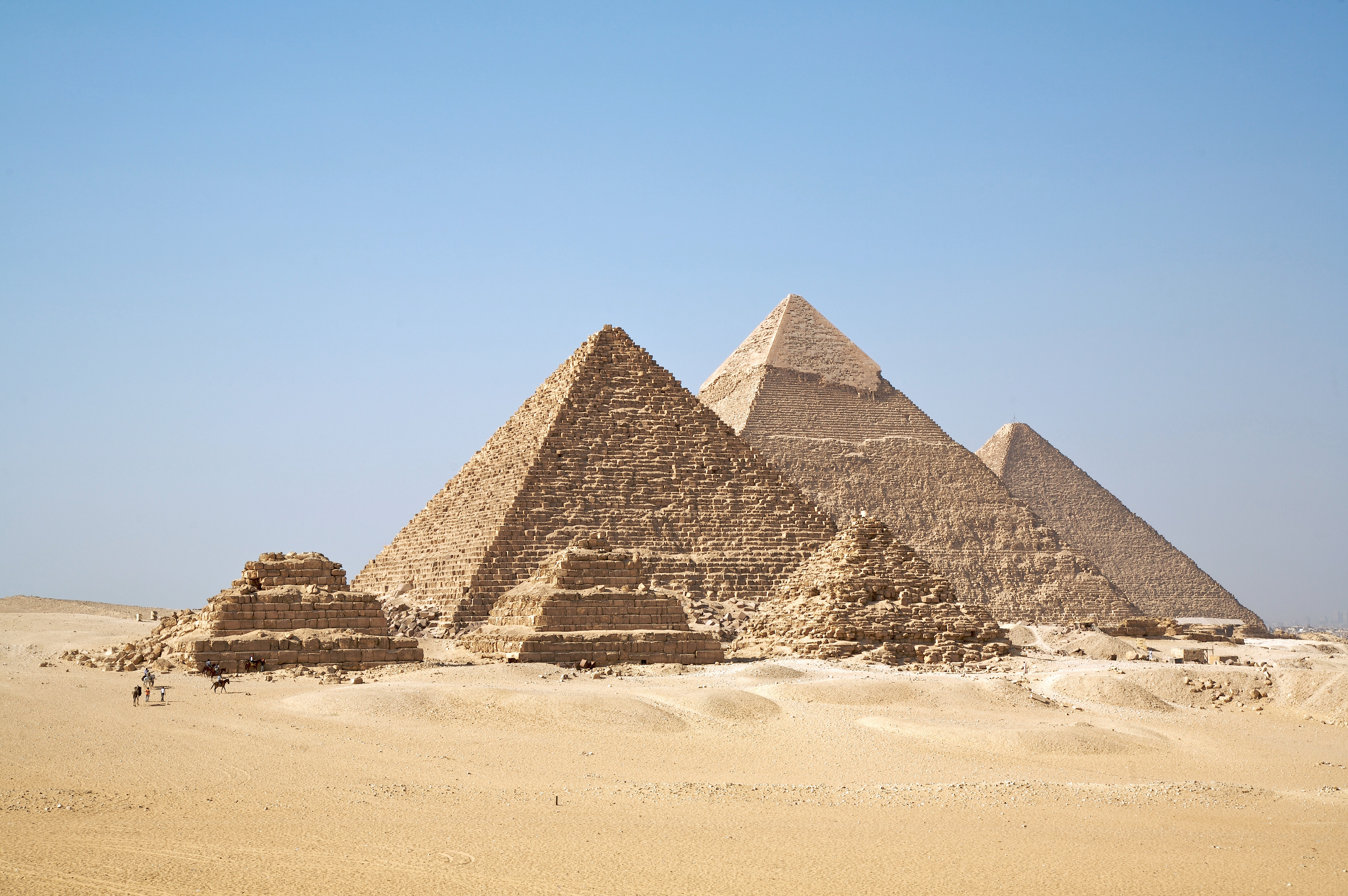
Pirâmides de Gizé, Egito

- Tebas Antiga e sua Necrópole (1979)
- Cairo histórico (1979)
- Mênfis e a sua necrópole - Complexos de Pirâmides de Gizé a Dachur (1979)
- Monumentos Núbios de Abul-Simbel a Filas (1979)
- Área de Santa Catarina (2002)
- Uádi Hitã (Vale das Baleias) (2005)

## Eritreia
- Asmara (2017)

## Etiópia
- Igrejas Escavadas na Rocha de Lalibela (1978)
- Parque Nacional do Simien (1978)
- Cidade-fortaleza de Fasil Ghebbi (1979)
- Ruínas de Axum (1980)
- Vale Inferior do Awash (1980)
- Vale Inferior do Omo (1980)

- Sítio arqueológico de Tiya (1980)

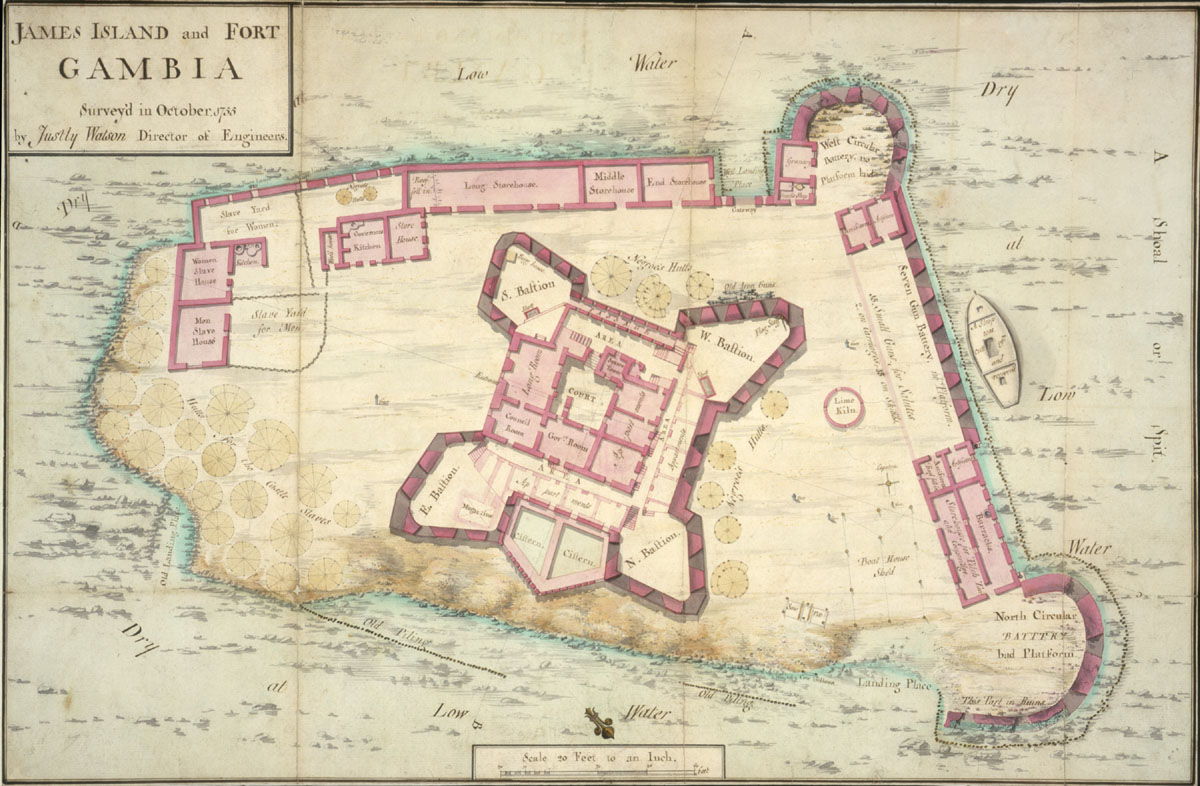
Ilha James, Gâmbia

- Cidade Histórica Fortificada de Harar Jugol (2006)
- Paisagem Cultural da Região de Konso (2011)

## Gabão
- Ecossistema e Paisagem Cultural Relíquia de Lopé-Okanda (2007)

## Gâmbia
- Ilha James e sítios associados (2003)

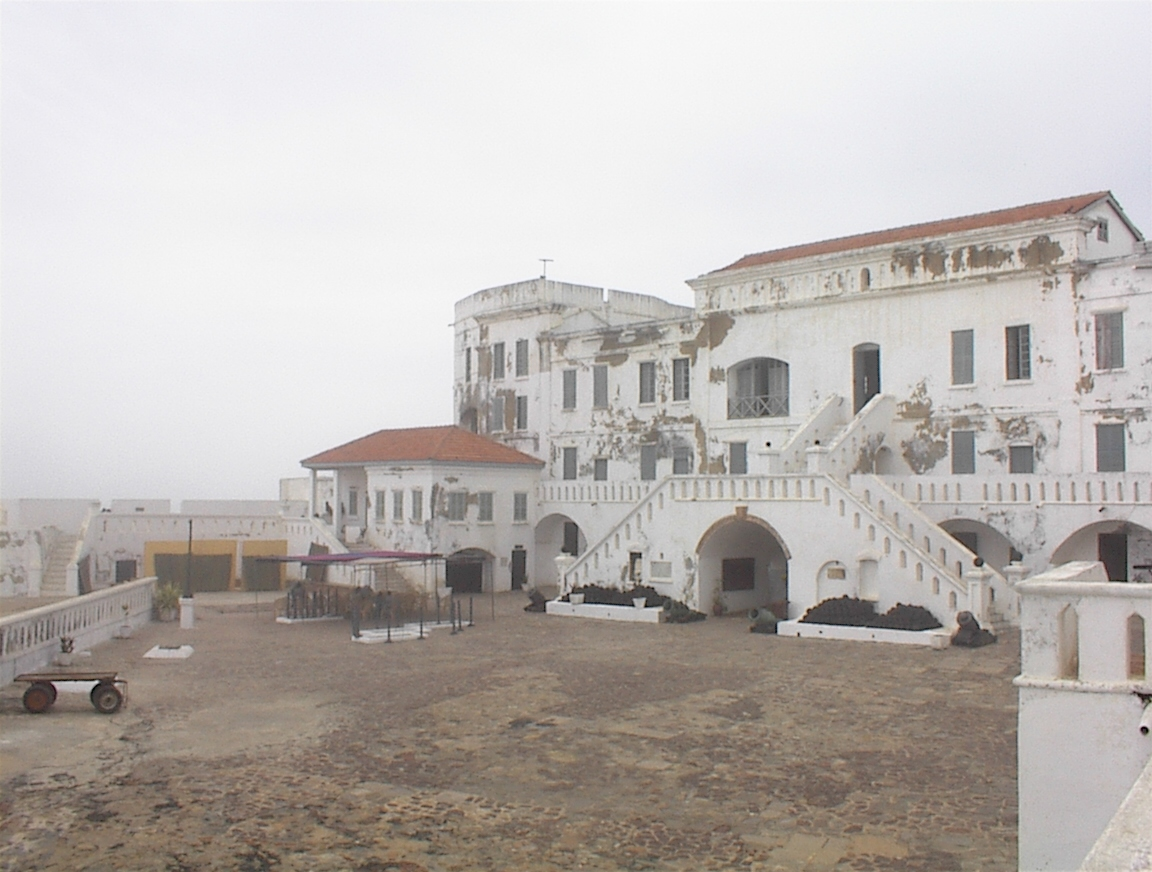
Fortalezas e Castelos das regiões Volta, Greater Accra, Central e Western, Gana

- Círculos de pedra da Senegâmbia (2006) (sítio transfronteiriço com o Senegal)

## Gana
- Fortalezas e Castelos das regiões Volta, Greater Accra, Central e Western (1979)
- Edifícios Tradicionais da Civilização Ashanti (1980)

## Guiné
- Reserva Natural Integral do Monte Nimba (1981, 1982) (sítio transfronteiriço com a Costa do Marfim)

## Lesoto
- Parque uKhahlamba Drakensberg (2000)

## Madagáscar
- Reserva Natural Integral do Tsingy de Bemaraha (1990)
- Colina Real de Ambohimanga (2001)
- Floresta Tropical Húmida de Atsinanana (2007)

## Malawi
- Parque Nacional do Lago Malawi (1984)
- Arte rupestre de Chongoni (2006)

## Mali
- Tombuctu (1988)
- Antigas Cidades de Djenné (1988)

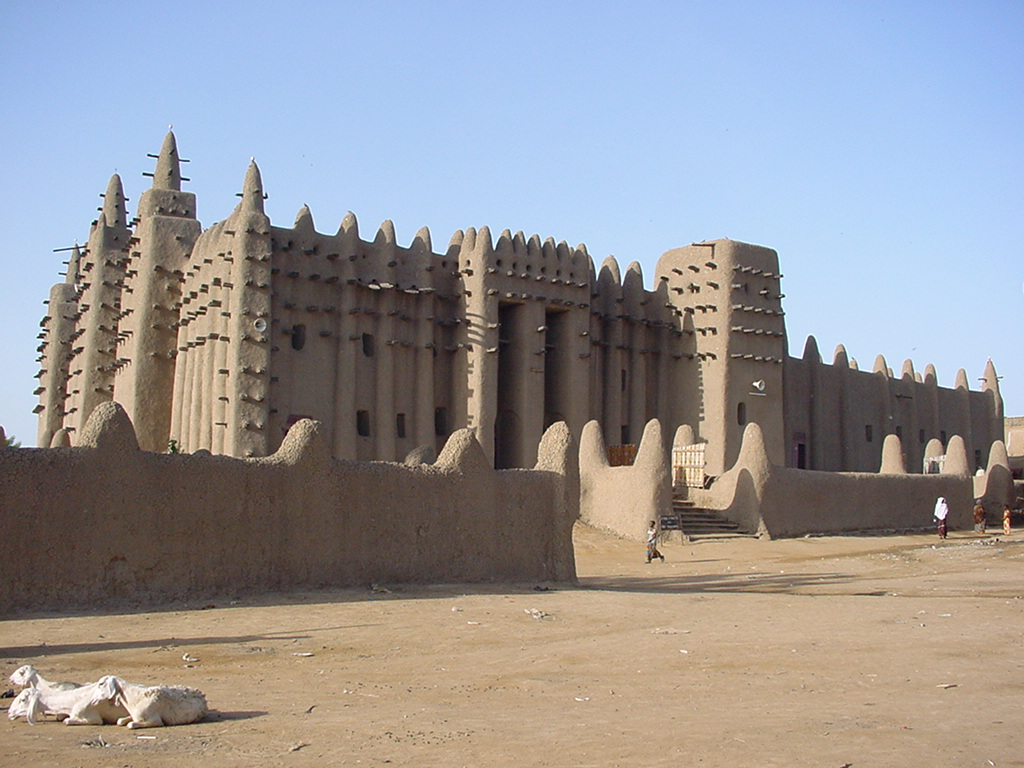
Grande Mesquita de Djenné, Mali

- Falésias de Bandiagara (Terra dos Dogon) (1989)
- Túmulo de Ásquia (2004)

## Maurícia
- Aapravasi Ghat (2006)
- Paisagem Cultural de Le Morne (2008)

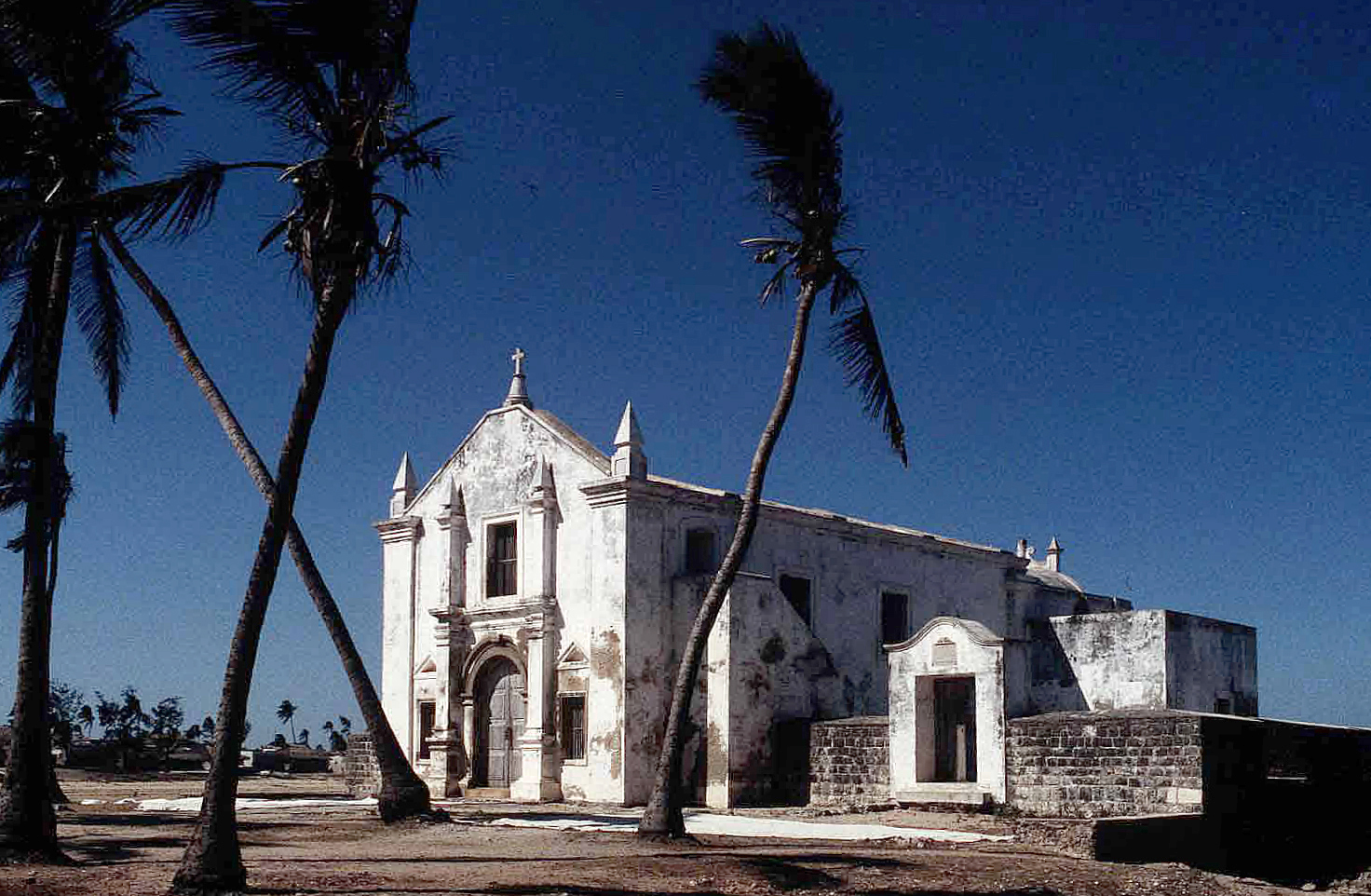
Ilha de Moçambique, Moçambique

## Moçambique

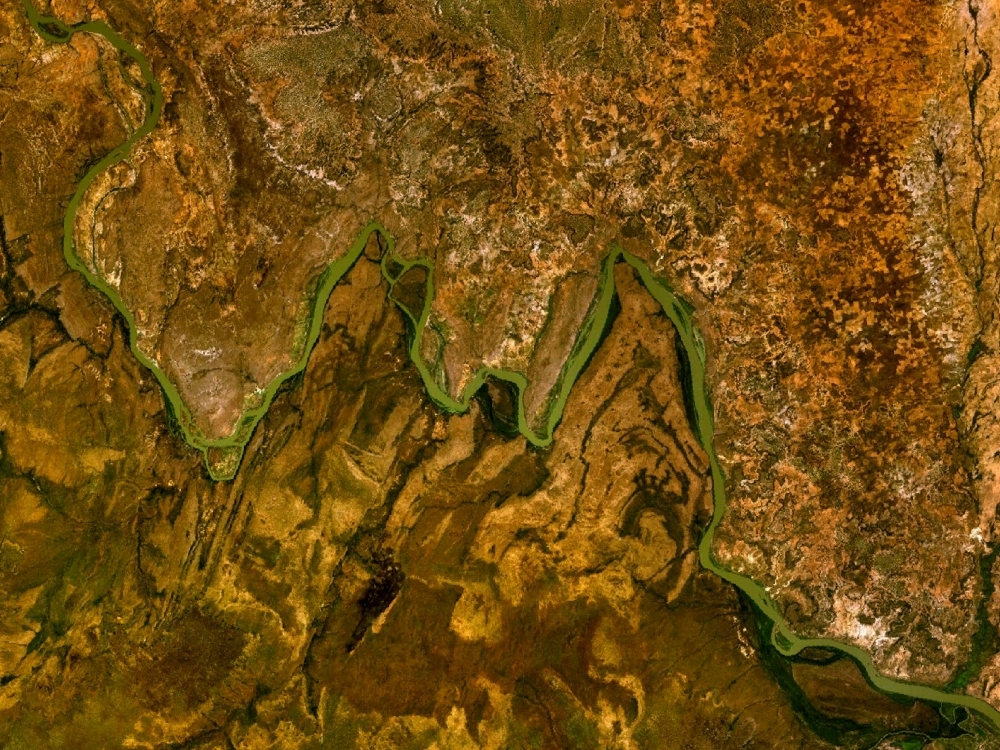
Parque Nacional W do Níger, Níger

- Ilha de Moçambique (1991)

## Namíbia
- Twyfelfontein ou /Ui-//aes (2007)
- Mar de Areia da Namíbia (2013)

## Níger
- Reserva natural de Aïr e do Ténéré(1991)
- Cidade Histórica de Agadez (2013)
- Complexo W-Arly-Pendjari (1996, 2017) (partilhado com Benim e Burkina Faso)

## Nigéria
- Paisagem Cultural de Sukur (1999)

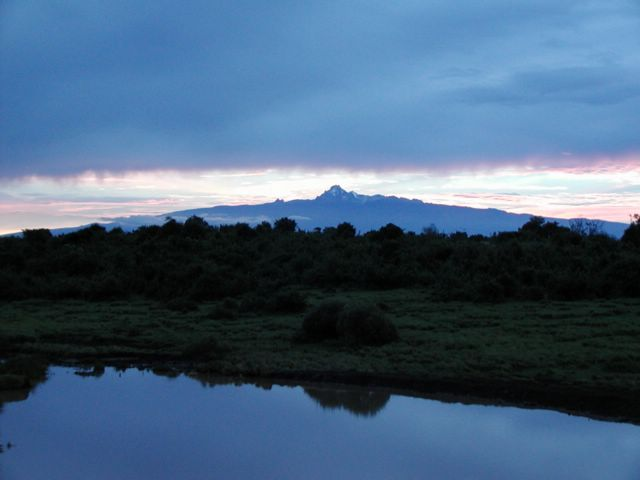
Monte Quénia, Quénia

- Bosque Sagrado de Osun-Osogbo (2005)

## Quénia
- Parque Nacional e Floresta Natural do Monte Quénia (1997)
- Parques Nacionais do Lago Turkana (1997, 2001)
- Antiga Cidade de Lamu (2001)
- Kayas das Florestas Sagradas dos Mijikenda (2008)
- Sistema de lagos do Quénia no Grande Vale do Rift (2011)
- Forte Jesus de Mombaça (2011)
- Sítio Arqueológico Thimlich Ohinga (2018)[6]

## República Centro-Africana

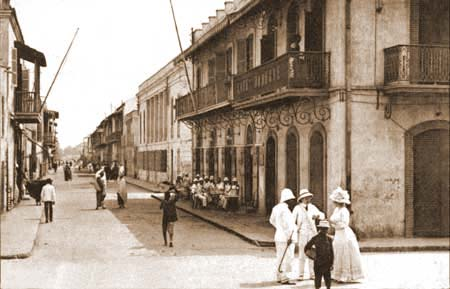
Saint-Louis, Senegal

- Parque Nacional de Manovo-Gounda St. Floris (1988)
- Trinacional Sangha (2012) sítio transfronteiriço com os Camarões e o Congo

## Senegal
- Ilha de Gorée (1978)
- Santuário Nacional de Aves de Djoudj (1981)
- Parque Nacional de Niokolo-Koba (1981)
- Ilha de Saint-Louis (2000)
- Círculos de Pedra da Senegâmbia (2006) (sítio transfronteiriço com a Gâmbia)
- Delta do Saloum (2011)
- País Bassari: paisagens culturais de Bassari, Fula e Bedik (2012)

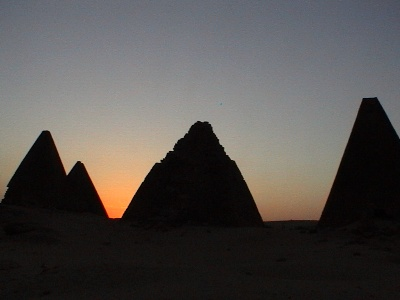
Colina de Jebel Barcal e Sítios Arqueológicos de Napata, Sudão

## Seychelles
- Atol de Aldabra (1982)
- Reserva da Natureza do Vallée de Mai (1983)

## Tanzânia
- Zona de Conservação de Ngorongoro (1979) (2010)

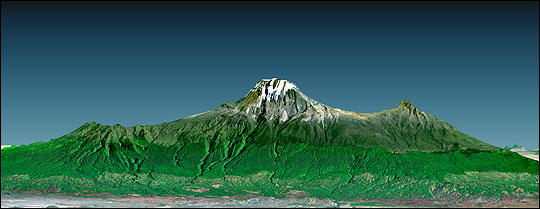
Kilimanjaro, Tanzânia

- Parque Nacional de Serengeti (1981)
- Ruínas de Kilwa Kisiwani e de Songo Mnara (1981)
- Reserva de Caça de Selous (1982)
- Parque Nacional do Kilimanjaro (1987)
- Cidade de Pedra de Zanzibar (2000)
- Sítio de Arte Rupestre de Kondoa (2006)

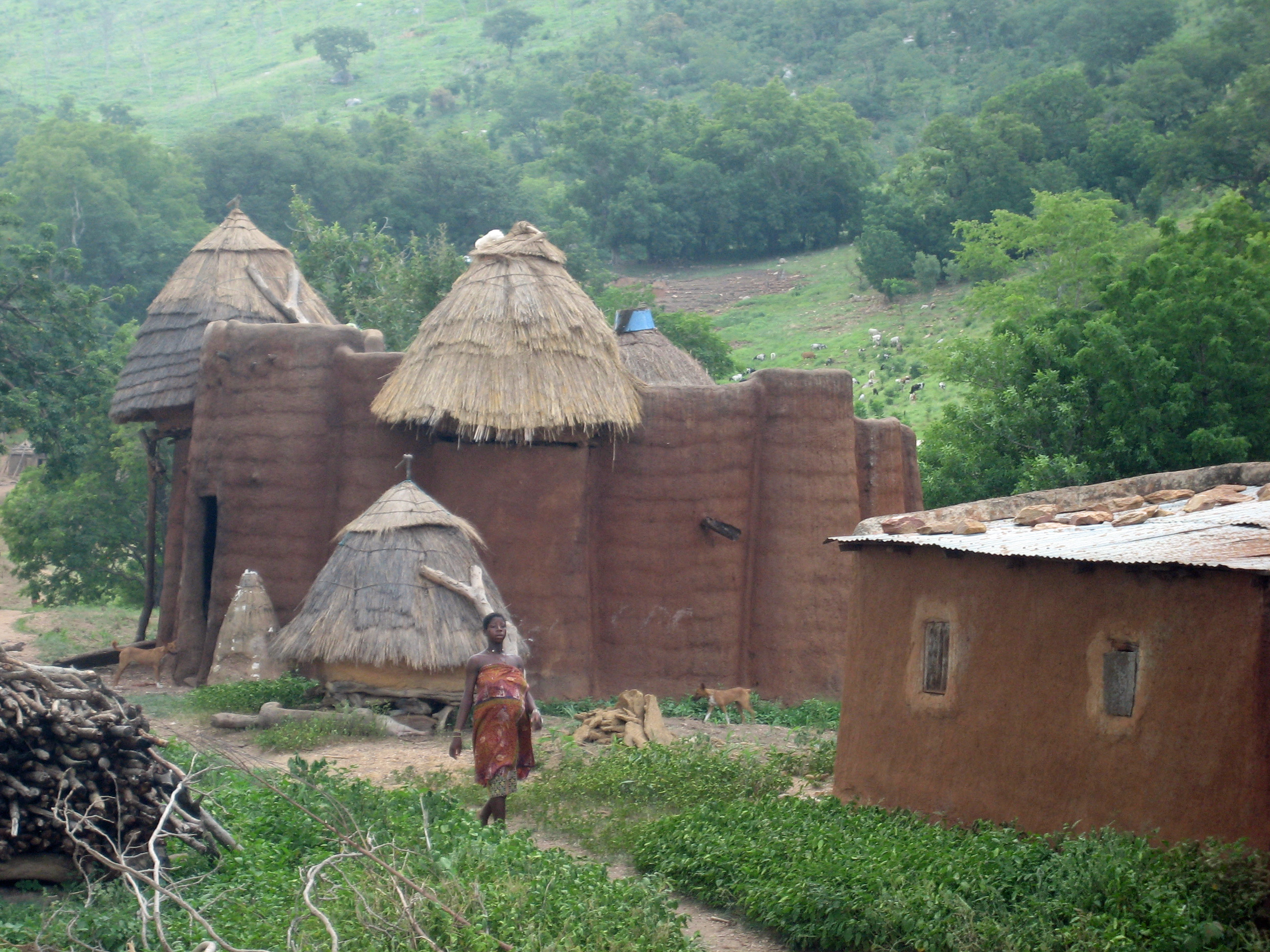
Koutammakou, Terra dos Batammariba, Togo

## Togo
- Koutammakou, País dos Batammariba (2004)

## Uganda
- Parque Nacional Impenetrável de Bwindi (1994)
- Montes Ruwenzori (1994)
- Túmulos dos Reis do Buganda em Kasubi (2001)

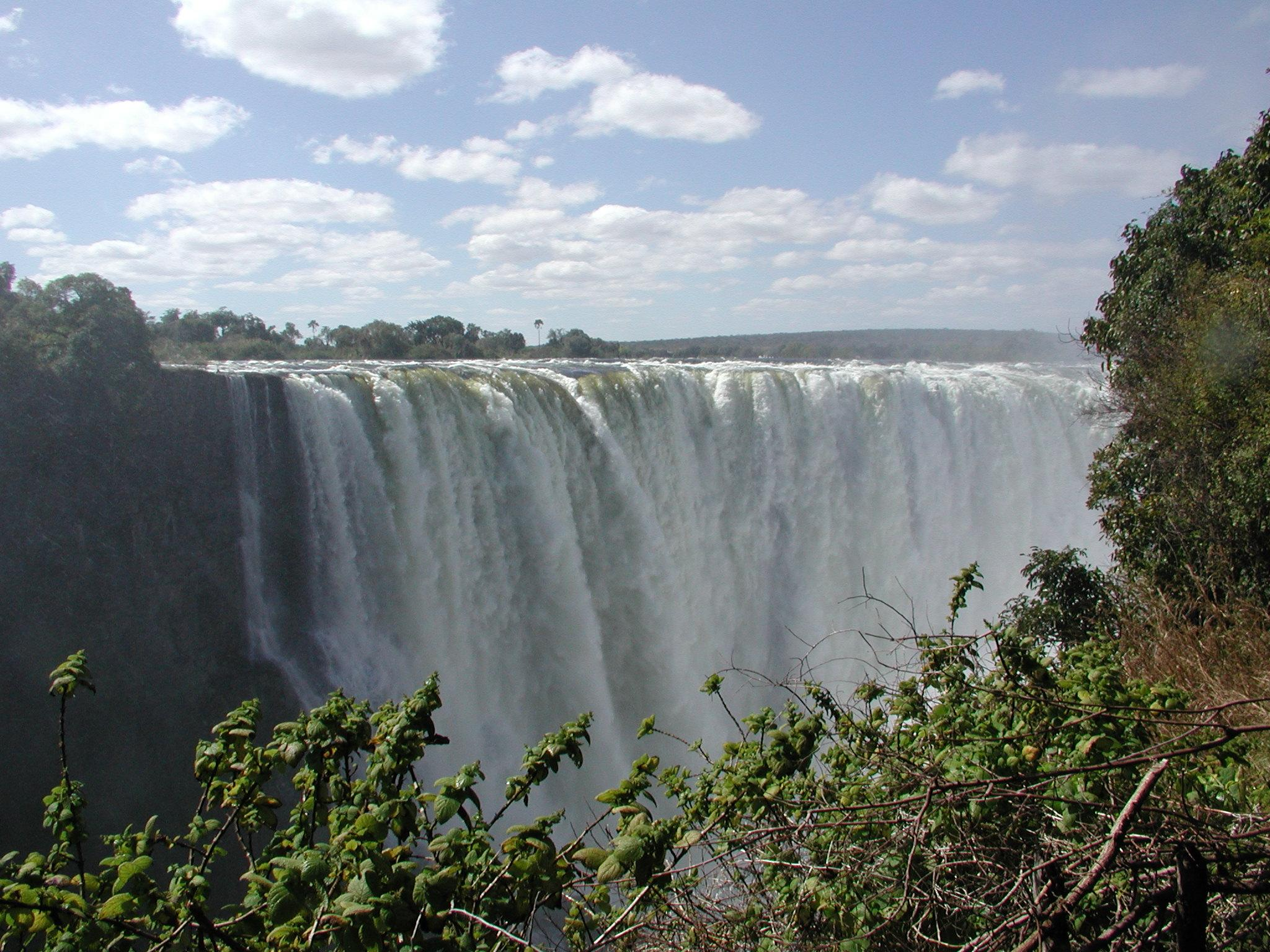
Cataratas Vitória, Zâmbia/Zimbabwe

## Zâmbia
- Mosi-oa-Tunya / Cataratas Vitória (1989) (sítio transfronteiriço com o Zimbabwe)

## Zimbabwe
- Parque Nacional de Mana Pools e Áreas de Safari de Sapi e Chewore (1984)
- Monumento Nacional do Grande Zimbabwe (1986)
- Ruínas de Khami (1986)
- Mosi-oa-Tunya / Cataratas Vitória (1989) (sítio transfronteiriço com a Zâmbia)

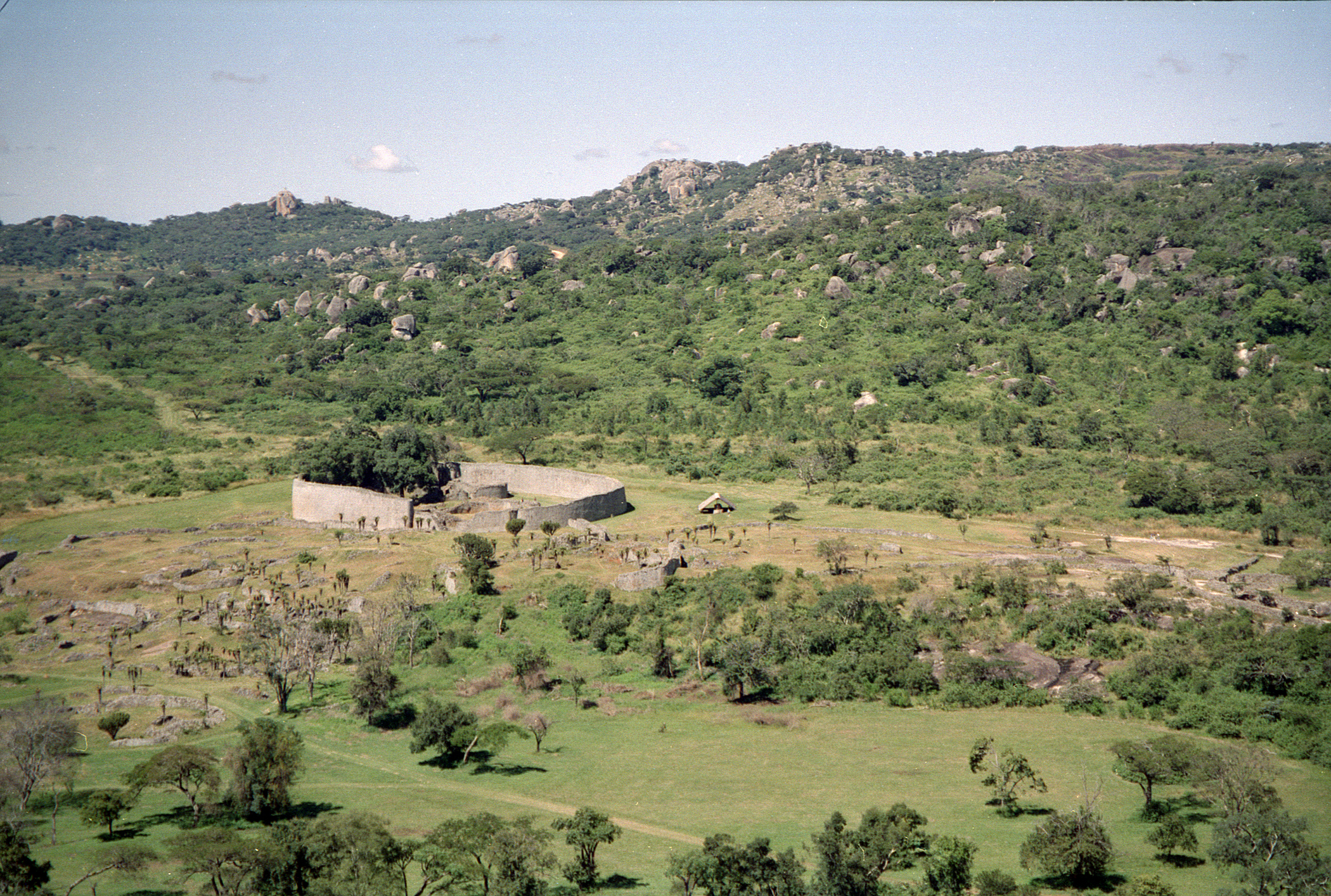
Grande Zimbabwe, Zimbabwe

- Colinas de Matobo (2003)